# Yamada Yoshio

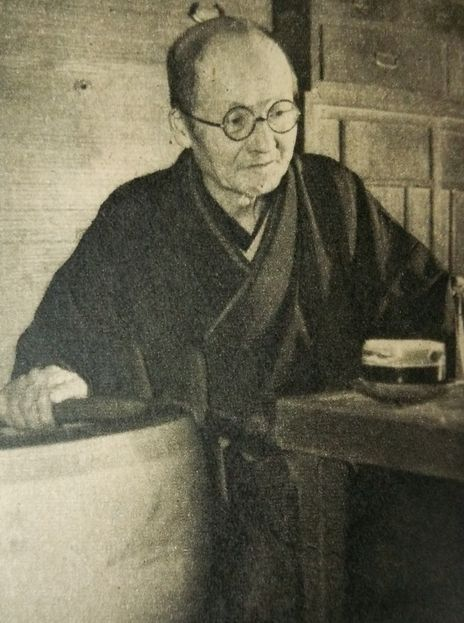
Yamada, 1953

Yamada Yoshio (japanisch 山田 孝雄; geboren 10. Mai 1873 in Toyama (Präfektur Toyama); gestorben 20. November 1958) war ein japanischer Sprachwissenschaftler.

## Leben und Wirken
Yamada Yoshio machte seinen Abschluss an der Toyama Junior High School und wurde Lehrer. Er arbeitete an Grund- und Mittelschulen an verschiedenen Orten. Seine Fachwissen zur japanischen Sprache erarbeitete er sich im Selbststudium. Er wirkte als stellvertretender Vorsitzender des „Japanese Language Survey Committees“ (国語調査委員会, Kokugo chōsa iinkai), als Dozent an der Nihon-Universität und als Professor an der Tōhoku-Universität. Nach seiner Pensionierung war er Präsident der „Jingu Kōgakkan Universität“ (神宮皇学館大学), Mitglied des Oberhauses und Vorsitzender des „Ausschusses für Nationale Geschichte“ (国史編修院, Kokushi henshū-in) des Kultusministeriums.
Yamadas wichtigster Beitrag zu den Studien zur japanischen Sprache war eine lange Reihe von Arbeiten zur japanischen und europäischen Grammatik. All diese Werke – man nennt sie „Yamada-Grammatik“ – befassten sich vornehmlich mit der japanischen Schriftsprache, so wie es zu Beginn des 20. Jahrhunderts üblich war. Dazu gehören „Theorie der japanischen Grammatik“ (日本文法論, Nihon bumpō ron) 1928, „Vorträge zur japanischen Grammatik“ (日本文法講義, Nihon bumpō kōgi) 1922, „Kernfragen zur japanischen Grammatik“ (日本文法学要論, Nihon bumpōgaku yōron) 1931 und „Grundriss der japanischen Grammatik“ (日本文法学概論, Nihon bumpō gairon) 1936.
Andere Werke befassen sich mit der Umgangssprache, der geschichtlichen Entwicklung der japanischen Grammatik und Studien zur Geschichte der Linguistik in Japan.
1953 wurde Yamada als Person mit besonderen kulturellen Verdiensten geehrt, 1957 wurde er mit dem Kulturorden ausgezeichnet. Er war der erste aus der Präfektur Toyama, der so hoch geehrt wurde, und wurde 1957 zu Ehrenbürger der Stadt Toyama ernannt.